# Rosina Lawrence
Pour les articles homonymes, voir Lawrence.
Rosina Lawrence est une actrice et chanteuse américaine née le 30 décembre 1912 et décédée d'un cancer le 23 juin 1997 à l'âge de 84 ans.

## Biographie
Elle est connue pour le rôle de Mary Roberts avec le duo comique Stan Laurel et Oliver Hardy dans Laurel et Hardy au Far West.

## Filmographie
- 1924 : A Lady of Quality de Hobart Henley
- 1927 : The Angel of Broadway (en) de Lois Weber : une danseuse
- 1929 : Broadway de Pál Fejös : figuration (non créditée)
- 1930 : Paramount on Parade de Dorothy Arzner : Chorus Girl (non créditée)
- 1931 : Le Fils de l'oncle Sam chez nos aïeux (A Connecticut Yankee), de David Butler : Handmaiden (non créditée)
- 1932 : Dance Team de Sidney Lanfield : figuration (non créditée)
- 1932 : Disorderly Conduct de John W. Considine Jr. : figuration (non créditée)
- 1935 : Imprudente jeunesse (Reckless) de Victor Fleming : Chorine (non créditée)
- 1935 : $10 Raise de George Marshall : Dorothy Converse
- 1935 : Welcome Home de James Tinling : Susan Adams
- 1935 : Music Is Magic de George Marshall : Shirley De Valle
- 1935 : Your Uncle Dudley d'Eugene Forde et James Tinling : Ethel Church
- 1936 : Le Secret de Charlie Chan (Charlie Chan's Secret) de Gordon Wiles : Alice Lowell
- 1936 : Le Grand Ziegfeld (The Great Ziegfeld) de Robert Z. Leonard : Sally Manners (non créditée)
- 1936 : En vadrouille (On the Wrong Trek) de Charley Chase et Harold Law (CM) Mrs. Chase
- 1936 : Arbor Day (en) Fred C. Newmeyer (CM) Miss Lawrence
- 1936 : Neighborhood House de Charley Chase et Harold Law (CM) Rosina Chase
- 1936 : Bored of Education de Gordon Douglas (CM) Miss Lawrence
- 1936 : Two Too Young de Gordon Douglas (CM) The teacher
- 1936 : Mister Cinderella de Edward Sedgwick : Maizie Merriweather
- 1936 : Spooky Hooky de Gordon Douglas (CM) Miss Jones
- 1936 : General Spanky de Gordon Douglas et Fred C. Newmeyer : Louella Blanchard
- 1936 : Pan Handlers de William H. Terhune (CM) Housewife
- 1937 : Reunion in Rhythm de Gordon Douglas (CM) Miss Jones, the teacher
- 1937 : Hearts Are Thumps de Gordon Douglas (CM) Miss Jones - the Teacher
- 1937 : Laurel et Hardy au Far-West (Way Out West) de James W. Horne : Mary Roberts
- 1937 : Nobody's Baby de Gus Meins : Yvonne Cortez
- 1937 : Three Smart Boys de Gordon Douglas (CM) Miss Lawrence, Teacher
- 1937 : On demande une étoile (Pick a Star) de Edward Sedgwick : Cecilia Moore
- 1939 : In campagna è caduta una stella d'Eduardo De Filippo : Margaret, l'americana